# Jastrząbka Stara (gromada)
Jastrząbka Stara (od 1968 Stara Jastrząbka) – dawna gromada, czyli najmniejsza jednostka podziału terytorialnego Polskiej Rzeczypospolitej Ludowej w latach 1954–1972.
Gromady, z gromadzkimi radami narodowymi (GRN) jako organami władzy najniższego stopnia na wsi, funkcjonowały od reformy reorganizującej administrację wiejską przeprowadzonej jesienią 1954 do momentu ich zniesienia z dniem 1 stycznia 1973, tym samym wypierając organizację gminną w latach 1954–1972.
Gromadę Jastrząbka Stara z siedzibą GRN w Jastrząbce Starej (w obecnym brzmieniu Stara Jastrząbka) utworzono – jako jedną z 8759 gromad na obszarze Polski – w powiecie dębickim w woj. rzeszowskim na mocy uchwały nr 19/54 WRN w Rzeszowie z dnia 5 października 1954. W skład jednostki weszły obszary dotychczasowych gromad Jastrząbka Stara i Przeryty Bór ze zniesionej gminy Czarna ad Tarnów w tymże powiecie. Dla gromady ustalono 23 członków gromadzkiej rady narodowej.
29 lutego 1956 do gromady Jastrząbka Stara włączono część wsi Jastrząbka Nowa (las państwowy) o pow. 35,8 ha (oddział 188) z gromady Żukowice Nowe w powiecie tarnowskim w woj. krakowskim.
14 lutego 1968 zmieniono nazwę jednostki na Stara Jastrząbka.
Gromada przetrwała do końca 1972 roku, czyli do kolejnej reformy gminnej.